# Сіноє (родовище)
Сіноє (Sinoe) — офшорне нафтове родовище, розташоване у румунському секторі Чорного моря.

## Опис
Родовище відкрили у 1988 році внаслідок спорудження свердловини Sinoe 30, яка виявила поклад газу у пісковиках еоцену, сформованих в умовах морського мілководдя. До 1995-го на структурі пробурили 5 розвідувальних свердловин, 2 з яких виявились сухими, при цьому також знайшли нафту у відкладеннях альбу. Існує оцінка запасів родовища на рівні 20 млн барелів нафти та 2 млрд м3 газу.
Видобуток на Сіноє почали у 1999-му за допомогою самопідіймального судна Gloria, яке перевели сюди з родовища Лебада-Схід (у 1970-х воно стало на службу як мобільна бурова установка, проте в подальшому було перетворене на виробничу платформу). В подальшому на Сіноє встановили  платформу для розміщення фонтанних арматур PFS8 (також може зустрічатись позначення PFSS — Platformei Fixed Sonde Support), тоді як Gloria стало виконувати функцію житлової платформи. Глибина моря в районі розміщення платформ становить 37 метрів.
В 2019-му Gloria вивели з експлуатації через знос. Його опустили на палубу напівзанурюваної баржі GSP Bigfoot 2 та доправили до Констанци.
Видача продукції відбувається по нафто- та газопроводах до розташованого за 9 км родовища Лебада-Захід.